# Česko Slovenská SuperStar (4. řada)
Čtvrtá řada Česko Slovenská SuperStar, známé spíš jako SuperStar, se objevila na TV Nova a TV Markíza poprvé 30. srpna 2015. V nové řadě se objevil nový moderátor Martin Rausch, který doposud moderoval talentovou show Česko Slovensko má talent na konkurenčních stanicích TV Prima a TV JOJ, Rausch tím nahradil Zorku Kepkovou a Romana Juraška. Od semifinále ho doplnila Jitka Nováčková. Do poroty se vrátili Pavol Habera, Ondřej Soukup, Marta Jandová a připojila se k nim Klára Vytisková.
Dne 6. prosince 2015 se čtvrtou SuperStar stala Emma Drobná, která získala 75 000 Eur, roční vstupné do Aquapalace v Čestlicích a notebook a tiskárnu od HP z limitované edice Star Wars.

## Změny
Formát SuperStar prošel několika změnami. První změnou bylo představení nového moderátora Martina Rausche, který se vrátil k moderování SuperStar, od dob Slovensko hľadá SuperStar, kde moderoval po boku Adely Banášové. Dne 14. října 2015 televize oznámily, že od semifinálový kol se k němu připojí nová moderátorka Jitka Nováčková.
Do poroty se vrátili dva osvědčení porotci Pavol Habera a Ondřej Soukup. Velký návrat zažila zpěvačka Marta Jandová, která zasedla do křesla porotce v první řadě federální SuperStar. Nově se k nim připojila česká zpěvačka Klára Vytisková.
Nový ročník se vrátil zpět ke klasickému zpracování, kdy již nenabízel speciální dům pro soutěžící a živé přenosy přes internetové stránky, což nabízel v průběhu třetí řady. Novým prvkem při výběru soutěžících byla Volba CD, kdy si soutěžící vybral jedno CD daného porotce, jehož rozhodnutí by rozhodlo v případě remízy. Novinkou byl také tzv. Super výběr, který nahradil díly s názvem Divadlo, které následovaly po castingových kolech. Super výběry se natáčely v industriální hale bývalých oceláren Poldovka v Kladně a na písečné pláži Žlutých lázní v Praze. Inspirací pro novinky a design byla německá verze SuperStar.
Nově byla také spuštěna mobilní aplikace pod názvem SuperStar.

## Castingy
Castingy byly zahájeny 10. března 2015. Současně byly oznámeny také města s termíny konání.
| Datum konání      | Město      | Stát      | Místo konání                 | Ref.   |
| ----------------- | ---------- | --------- | ---------------------------- | ------ |
| 16. května 2015   | Košice     | Slovensko | Vzdělávací centrum Teledom   | [ 12 ] |
| 17. května 2015   | Žilina     | Slovensko | Hotel Dubná Skala            | [ 12 ] |
| 23. května 2015   | Ostrava    | Česko     | Mercure Ostrava Center Hotel | [ 12 ] |
| 24. května 2015   | Brno       | Česko     | Hotel Continental            | [ 12 ] |
| 30. května 2015   | Bratislava | Slovensko | Hotel Sheraton               | [ 12 ] |
| 5.–6. června 2015 | Praha      | Česko     | Grandior Hotel Prague        | [ 12 ] |

## Super výběr
Dva díly s názvem Super výběr byly odvysílané 4. a 11. října 2015, ve kterých soutěžilo sto soutěžících, kteří postoupili z castingových kol před porotou. V prvním díle Super výběru byli v první části vybráni soutěžící, kteří před porotou vystoupili ještě jednou, kde již začínali vypadávat. V druhé části zpívali soutěžící za doprovodu klavíru. Soutěžící byli rozděleni do několik skupin, v nichž dostali jednu z písni: Sam Smith – Stay With Me, Daniel Powter – Bad Day, Kelly Clarkson – A Moment Like This, Bruno Mars – Just The Way You Are, Hozier – Take Me To Church, Coldplay – Viva La Vida, Elton John – Can You Feel The Love Tonight, Katty Perry – Roar, John Legend – All of Me a Adele – Someone Like You. V druhém díle Super výběru byli soutěžící rozděleni do dvojic a odzpívali duety. Poté následovala tzv. Dlouhá cesta, ze které vzešlo 20 semifinalistů.

## Semifinalisté
Níže je uveden seznam semifinalistů, kteří se nedostali do finálových kol.
| Soutěžící         | Věk (v show) | Stát      |
| ----------------- | ------------ | --------- |
| Vojtěch Dzudza    | 15           | Slovensko |
| Peter Farkašovský | 19           | Slovensko |
| Patricio Malundo  | 17           | Česko     |
| Marek Pošta       | 15           | Česko     |
| Samuel Sleziak    | 21           | Slovensko |
| Jan Tejkal        | 21           | Česko     |

| Soutěžící          | Věk (v show) | Stát      |
| ------------------ | ------------ | --------- |
| Réka Ballová       | 25           | Slovensko |
| Nikol Kassell      | 17           | Slovensko |
| Melinda Noáková    | 17           | Česko     |
| Karolína Přibylová | 17           | Česko     |
| Alena Shirmanová   | 15           | Česko     |
| Veronika Vrublová  | 19           | Česko     |

## Semifinále
Semifinále se odvysílalo 18. října 2015 a 25. října 2015. V prvním semifinále se představilo s výběrem vlastní písně deset chlapců a v druhém deset dívek. Soutěžící s největším počtem hlasů od diváků automaticky postoupili do finálových kol, další tři soutěžící vybrala porota. Celkem ze semifinále postoupili 4 chlapci a 4 dívky.
Semifinále proběhlo v prostorách Muzea současného skla v Praze.

### Semifinále – Kluci
- Hosté: Martin Harich a Peter Cmorik („Oh My Bro“)
- Skupinové vystoupení: „Seems To Be The Hardest Word“ — Elton John

| Pořadí | Soutěžící         | Skladba                            | Rozhodnutí    |
| ------ | ----------------- | ---------------------------------- | ------------- |
| 1      | Štěpán Urban      | „Mad World“ — Gary Jules           | Hlas poroty   |
| 2      | Samuel Sleziak    | „Love's Divine“ — Seal             | Nepostupující |
| 3      | Marek Pošta       | „Photograph“ — Ed Sheeran          | Nepostupující |
| 4      | Pavol Kovaliček   | „Heaven“ — Bryan Adams             | Hlas poroty   |
| 5      | Peter Farkašovský | „Who You Are“ — Jessie J           | Nepostupující |
| 6      | Daniel Křižka     | „Blame It On Me“ — George Ezra     | Hlas poroty   |
| 7      | Jan Tejkal        | „Story of My Life“ — One Direction | Nepostupující |
| 8      | Vojtěch Dzudza    | „One And Only“ — Adele             | Nepostupující |
| 9      | Patricio Malundo  | „Candle in the Wind“ — Elton John  | Nepostupující |
| 10     | Dalibor Slepčík   | „It Will Rain“ — Bruno Mars        | Postupující   |

### Semifinále – Holky
- Hosté: Aneta Langerová („Tráva“)
- Skupinové vystoupení: „Voda živá“ — Aneta Langerová

| Pořadí | Soutěžící          | Skladba                                    | Rozhodnutí    |
| ------ | ------------------ | ------------------------------------------ | ------------- |
| 1      | Karolína Přibylová | „I See Fire“ — Ed Sheeran                  | Nepostupující |
| 2      | Réka Ballová       | „Ain't Nobody“ — Jasmine Thompson          | Nepostupující |
| 3      | Sabina Slepčíková  | „Run To You“ — Whitney Houston             | Postupující   |
| 4      | Barbora Hazuchová  | „Jar Of Hearts“ — Christina Perri          | Hlas poroty   |
| 5      | Veronika Vrublová  | „Love Me, Like You Do“ — Ellie Goulding    | Nepostupující |
| 6      | Nikol Kassell      | „Love On the Top“ — Beyoncé                | Nepostupující |
| 7      | Melinda Noáková    | „Over the Love“ — Florence and the Machine | Nepostupující |
| 8      | Veronika Danišová  | „Rolling In the Deep“ — Adele              | Hlas poroty   |
| 9      | Alena Shirmanová   | „New York, New York“ — Lisa Minelli        | Nepostupující |
| 10     | Emma Drobná        | „Your Song“ — Ellie Goulding               | Hlas poroty   |

## Finalisté
- Veronika Danišová (narozena 27. srpna 1993) pochází z Partizánskeho, ze Slovenska.

- Emma Drobná (narozena 24. března 1994) pochází z Nového Mesta nad Váhom, ze Slovenska.

- Barbora Hazuchová (narozena 11. října 1997) pochází z Liptovského Mikuláše, ze Slovenska.

- Pavol Kovaliček (narozen 30. srpna 1996) pochází z Dežeric, ze Slovenska.

- Daniel Křižka (narozen 27. října 1994) pochází z Horní Bečvy, z Česka.

- Dalibor Slepčík (narozen 29. února 2000) pochází z Ústí nad Labem, z Česka.

- Sabina Slepčíková (narozena 10. února 1992) pochází z Ústí nad Labem, z Česka.

- Štěpán Urban (narozen 1. října 1997) pochází z Uherského Hradiště, z Česka.

## Finálová kola
Ve čtvrtém ročníku federativní SuperStar bylo šest finálových večerů, které odstartovaly 1. listopadu 2015.

### TOP 8 – Hity No. 1
- Skupinové vystoupení: „Příběh nekončí“ (hymna SuperStar)

| Pořadí | Soutěžící         | Skladba                                | Rozhodnutí    |
| ------ | ----------------- | -------------------------------------- | ------------- |
| 1      | Barbora Hazuchová | „Titanium“ — Sia                       | Postupující   |
| 2      | Štěpán Urban      | „I'm Yours“ — Jason Mraz               | Postupující   |
| 3      | Emma Drobná       | „Habits“ — Tove Lo                     | Postupující   |
| 4      | Pavol Kovaliček   | „Demons“ — Imagine Dragons             | Postupující   |
| 5      | Sabina Slepčíková | „All About That Bass“ — Meghan Trainor | Postupující   |
| 6      | Daniel Křižka     | „You're Beautiful“ — James Blunt       | Nepostupující |
| 7      | Veronika Danišová | „No One“ — Alicia Keys                 | Postupující   |
| 8      | Dalibor Slepčík   | „Billie Jean“ — Michael Jackson        | Postupující   |

### TOP 7 – Filmové hity
- Skupinové vystoupení – kluci: „Pretty Woman“ (Pretty Woman)
- Skupinové vystoupení – dívky: „A Little Party Never Killed Nobody“ (Velký Gatsby)

| Pořadí | Soutěžící         | Skladba                                     | Film              | Rozhodnutí    |
| ------ | ----------------- | ------------------------------------------- | ----------------- | ------------- |
| 1      | Veronika Danišová | „Let It Go“ — Idina Menzel                  | Ledové království | Postupující   |
| 2      | Štěpán Urban      | „Hallelujah“ — Leonard Cohen                | Shrek             | Postupující   |
| 3      | Pavol Kovalíček   | „I Don't Want To Miss a Thing “ — Aerosmith | Armageddon        | Postupující   |
| 4      | Dalibor Slepčík   | „Do věží“ — Waldemar Matuška                | Noc na Karlštejně | Postupující   |
| 5      | Barbora Hazuchová | „Skyfall“ — Adele                           | Skyfall           | Nepostupující |
| 6      | Sabina Slepčíková | „It Must Have Been Love“ — Roxette          | Pretty Woman      | Postupující   |
| 7      | Emma Drobná       | „Čerešne“ — Hana Hegerová                   | Pelíšky           | Postupující   |

### TOP 6 (první týden) – Československé hity
| Pořadí | Soutěžící                         | Skladba                                               | Rozhodnutí                                            |
| ------ | --------------------------------- | ----------------------------------------------------- | ----------------------------------------------------- |
| 1      | Veronika Danišová                 | „Atlantida“ — Miro Žbirka                             | Postupující                                           |
| 2      | Pavol Kovaliček                   | „Zbohom buď, lipová lyžka“ — Michal Dočolomanský      | Postupující                                           |
| 3      | Sabina Slepčíková                 | „Teď královnou jsem já“ — Kleopatra                   | Postupující                                           |
| 4      | Štěpán Urban                      | „Chci zas v tobě spat“ — David Koller                 | Divoká karta                                          |
| 5      | Emma Drobná                       | „Pokoj v duši“ — Jana Kirschner                       | Postupující                                           |
| 6      | Dalibor Slepčík                   | „Pár přátel stačí mít“ — Michal David                 | Postupující                                           |
| Duety  |                                   |                                                       |                                                       |
| 1      | Štěpán Urban Emma Drobná          | „Cudzinka v tvojej zemi“ — Xindl X a Mirka Miškechová | „Cudzinka v tvojej zemi“ — Xindl X a Mirka Miškechová |
| 2      | Dalibor Slepčík Veronika Danišová | „Zvonky štěstí“ — Karel Gott a Dara Rolins            | „Zvonky štěstí“ — Karel Gott a Dara Rolins            |
| 3      | Pavol Kovaliček Sabina Slepčíková | „Co bolí to přebolí“ — Miro Žbirka a Martha           | „Co bolí to přebolí“ — Miro Žbirka a Martha           |

### TOP 6 (druhý týden) – Hudební legendy
| Pořadí | Soutěžící         | Skladba                                      | Rozhodnutí    |
| ------ | ----------------- | -------------------------------------------- | ------------- |
| 1      | Emma Drobná       | „Valerie“ — Amy Winehouse                    | Postupující   |
| 2      | Štěpán Urban      | „Angie“ — Rolling Stones                     | Postupující   |
| 3      | Veronika Danišová | „Queen Of The Night“ — Whitney Houston       | Nepostupující |
| 4      | Sabina Slepčíková | „Hurt“ — Christina Aguilera                  | Nepostupující |
| 5      | Dalibor Slepčík   | „Když jsem já byl tenkrát kluk“ — Karel Gott | Postupující   |
| 6      | Pavol Kovaliček   | „It's My Life“ — Bon Jovi                    | Postupující   |
| 7      | Veronika Danišová | „Hero“ — Mariah Carey                        | Nepostupující |
| 8      | Štěpán Urban      | „Come As You Are“ — Nirvana                  | Postupující   |
| 9      | Sabina Slepčíková | „The Winner Takes It All“ — ABBA             | Nepostupující |
| 10     | Pavol Kovaliček   | „Od Tatier k Dunaju“ — Elán                  | Postupující   |
| 11     | Dalibor Slepčík   | „Isn't She Lovely“ — Stevie Wonder           | Postupující   |
| 12     | Emma Drobná       | „Fix You“ — Coldplay                         | Postupující   |

### TOP 4 – Hity dekád
| Pořadí | Soutěžící       | Skladba                                                         | Rozhodnutí    |
| ------ | --------------- | --------------------------------------------------------------- | ------------- |
| 1      | Dalibor Slepčík | „Love Never Felt So Good“ — Michael Jackson a Justin Timberlake | Nepostupující |
| 2      | Emma Drobná     | „Feeling Good“ — Nina Simone                                    | Postupující   |
| 3      | Pavol Kovaliček | „Numb“ — Linkin Park                                            | Postupující   |
| 4      | Štěpán Urban    | „Wish You Were Here“ — Pink Floyd                               | Postupující   |
| 5      | Emma Drobná     | „Love The Way You Lie“ — Rihanna                                | Postupující   |
| 6      | Pavol Kovaliček | „Right Here Waiting“ — Richard Marx                             | Postupující   |
| 7      | Štěpán Urban    | „Sex On Fire“ — Kings of Leon                                   | Postupující   |
| 8      | Dalibor Slepčík | „I Believe I Can Fly“ — R. Kelly                                | Nepostupující |

### SuperFinále
- Skupinové vystoupení: „Příběh nekončí“ (hymna SuperStar)

| Pořadí | Soutěžící       | Skladba                                          | Rozhodnutí  |
| ------ | --------------- | ------------------------------------------------ | ----------- |
| 1      | Emma Drobná     | „All I Want For Christmas Is You“ — Mariah Carey | Vítězka     |
| 2      | Pavol Kovaliček | „Poďme bratia do Betléma“ — Tublatanka           | Třetí místo |
| 3      | Štěpán Urban    | „Půlnoční“ — Václav Neckář                       | Druhé místo |
| 4      | Emma Drobná     | „Toxic“ — Britney Spears                         | Vítězka     |
| 5      | Štěpán Urban    | „Dancing In The Dark“ — Bruce Springsteen        | Druhé místo |
| 6      | Pavol Kovaliček | „More Than Words“ — Extreme                      | Třetí místo |
| 7      | Emma Drobná     | „Fix You“ — Coldplay                             | Vítězka     |
| 8      | Štěpán Urban    | „Angie“ — Rolling Stones                         | Druhé místo |

## Přehled výsledků
Výsledky hlasování v jednotlivých finálových kolech v procentech jsou doplněny podle zveřejněných výsledků TV Nova.
| Dívky | Kluci | Top 20 | Top 8 | Divoká karta | Vítěz |

| Nevystupoval/a | Vypadl/a |

| Stage:   | Stage:             | Semifinále | Semifinále | Finále   | Finále   | Finále   | Finále   | Finále   | Finále   | Finále   |          |          |          |          |          |          |          |          |          |          |          |
| Týden:   | Týden:             | 18/10      | 25/10      | 1/11     | 8/11     | 15/11    | 22/11    | 29/11    | 6/12     | 6/12     |          |          |          |          |          |          |          |          |          |          |          |
| Umístění | Soutěžící          | Výsledek   | Výsledek   | Výsledek | Výsledek | Výsledek | Výsledek | Výsledek | Výsledek | Výsledek | Výsledek | Výsledek | Výsledek | Výsledek | Výsledek | Výsledek | Výsledek | Výsledek | Výsledek | Výsledek | Výsledek |
| 1        | Emma Drobná        |            | TOP 8      | 15,95%   | 21,01%   | 17,80%   | 20,09%   | 32,58%   | 32,92%   | 57,79%   |          |          |          |          |          |          |          |          |          |          |          |
| 2        | Štěpán Urban       | TOP 8      |            | 7,16%    | 10,19%   | 12,75%   | 34,12%   | 27,21%   | 40,53%   | 42,21%   |          |          |          |          |          |          |          |          |          |          |          |
| 3        | Pavol Kovaliček    | TOP 8      |            | 12,08%   | 14,89%   | 21,99%   | 14,57%   | 20,70%   | 26,55%   |          |          |          |          |          |          |          |          |          |          |          |          |
| 4        | Dalibor Slepčík    | TOP 8      |            | 27,24%   | 23,90%   | 20,11%   | 11,78%   | 19,51%   |          |          |          |          |          |          |          |          |          |          |          |          |          |
| 5        | Veronika Danišová  |            | TOP 8      | 13,13%   | 13,38%   | 14,52%   | 9,91%    |          |          |          |          |          |          |          |          |          |          |          |          |          |          |
| 6        | Sabina Slepčíková  |            | TOP 8      | 10,69%   | 11,27%   | 12,83%   | 9,53%    |          |          |          |          |          |          |          |          |          |          |          |          |          |          |
| 7        | Barbora Hazuchová  |            | TOP 8      | 7,34%    | 5,36%    |          |          |          |          |          |          |          |          |          |          |          |          |          |          |          |          |
| 8        | Daniel Křižka      | TOP 8      |            | 6,41%    |          |          |          |          |          |          |          |          |          |          |          |          |          |          |          |          |          |
| 9–20     | Réka Ballová       |            | Vypadly    |          |          |          |          |          |          |          |          |          |          |          |          |          |          |          |          |          |          |
| 9–20     | Veronika Vrublová  |            | Vypadly    |          |          |          |          |          |          |          |          |          |          |          |          |          |          |          |          |          |          |
| 9–20     | Melinda Noáková    |            | Vypadly    |          |          |          |          |          |          |          |          |          |          |          |          |          |          |          |          |          |          |
| 9–20     | Alena Shirmanová   |            | Vypadly    |          |          |          |          |          |          |          |          |          |          |          |          |          |          |          |          |          |          |
| 9–20     | Karolína Přibylová |            | Vypadly    |          |          |          |          |          |          |          |          |          |          |          |          |          |          |          |          |          |          |
| 9–20     | Nikol Kassell      |            | Vypadly    |          |          |          |          |          |          |          |          |          |          |          |          |          |          |          |          |          |          |
| 9–20     | Vojtěch Dzudza     | Vypadli    |            |          |          |          |          |          |          |          |          |          |          |          |          |          |          |          |          |          |          |
| 9–20     | Peter Farkašovský  | Vypadli    |            |          |          |          |          |          |          |          |          |          |          |          |          |          |          |          |          |          |          |
| 9–20     | Samuel Sleziak     | Vypadli    |            |          |          |          |          |          |          |          |          |          |          |          |          |          |          |          |          |          |          |
| 9–20     | Jan Tejkal         | Vypadli    |            |          |          |          |          |          |          |          |          |          |          |          |          |          |          |          |          |          |          |
| 9–20     | Marek Pošta        | Vypadli    |            |          |          |          |          |          |          |          |          |          |          |          |          |          |          |          |          |          |          |
| 9–20     | Patricio Malundo   | Vypadli    |            |          |          |          |          |          |          |          |          |          |          |          |          |          |          |          |          |          |          |

## Speciální hosté
| Týden               | Vystupující         | Skladba                             |
| ------------------- | ------------------- | ----------------------------------- |
| TOP 8               | Pavel Callta        | „Terapeut“                          |
| TOP 7               | No Name             | „S láskou“                          |
| TOP 6 (první týden) | Martin Chodúr       | „Žít“                               |
| TOP 6 (první týden) | IMT Smile           | „Niekto ako kráľ“                   |
| TOP 6 (druhý týden) | Marta Jandová       | „Love Suicide“                      |
| TOP 6 (druhý týden) | Sebastian           | „Toulavá“                           |
| TOP 4               | Klára Vytisková     | „Forever“                           |
| TOP 4               | Celeste Buckingham  | „Loving You“                        |
| SuperFinále         | Janek Ledecký       | „Sliby se maj plnit o Vánocích“     |
| SuperFinále         | Pavol Habera & Team | „Viem čo chceš“ / „Držím ti miesto“ |

## Sledovanost
| #  | Epizoda                      | Datum premiéry     | Sledovanost Česko | Sledovanost Česko | Sledovanost Slovensko | Sledovanost Slovensko | Sledovanost Slovensko |
| #  | Epizoda                      | Datum premiéry     | 15+               | Ref.              | 12+                   | 12–54                 | Ref.                  |
| -- | ---------------------------- | ------------------ | ----------------- | ----------------- | --------------------- | --------------------- | --------------------- |
| 1  | Castingy 1                   | 30. srpna 2015     | 760 000           | [ 19 ]            | 496 000               | 362 000               | [ 20 ]                |
| 2  | Castingy 2                   | 6. září 2015       | 803 000           | [ 21 ]            | 545 000               | 390 000               | [ 20 ]                |
| 3  | Castingy 3                   | 13. září 2015      | 872 000           | [ 22 ]            | 488 000               | 339 000               | [ 20 ]                |
| 4  | Castingy 4                   | 20. září 2015      | 845 000           | [ 23 ]            | 438 000               | 308 000               | [ 20 ]                |
| 5  | Castingy 5                   | 27. září 2015      | 775 000           | [ 24 ]            | 498 000               | 367 000               | [ 20 ]                |
| 6  | Super výběr 1                | 4. října 2015      | 909 000           | [ 25 ]            | 473 000               | 350 000               | [ 20 ]                |
| 7  | Super výběr 2 + Dlouhá cesta | 11. října 2015     | 897 000           | [ 26 ]            | 505 000               | 366 000               | [ 20 ]                |
| 8  | Semifinále 1 – chlapci       | 18. října 2015     | 852 000           | [ 27 ]            | 456 000               | 307 000               | [ 20 ]                |
| 9  | Semifinále 2 – dívky         | 25. října 2015     | 786 000           | [ 28 ]            | 408 000               | 280 000               | [ 20 ]                |
| 10 | TOP 8 – Hity No. 1           | 1. listopadu 2015  | 862 000           | [ 29 ]            | 561 000               | 349 000               | [ 20 ]                |
| 11 | TOP 8 – rozhodnutí           | 1. listopadu 2015  | 862 000           | [ 29 ]            | 360 000               | 218 000               | [ 20 ]                |
| 12 | TOP 7 – Filmové hity         | 8. listopadu 2015  | 873 000           | [ 30 ]            | 559 000               | 355 000               | [ 20 ]                |
| 13 | TOP 7 – rozhodnutí           | 8. listopadu 2015  | 873 000           | [ 30 ]            | 392 000               | 246 000               | [ 20 ]                |
| 14 | TOP 6 – Československé hity  | 15. listopadu 2015 | 896 000           | [ 31 ]            | 593 000               | 373 000               | [ 20 ]                |
| 15 | TOP 6 – rozhodnutí           | 15. listopadu 2015 | 896 000           | [ 31 ]            | 393 000               | 241 000               | [ 20 ]                |
| 16 | TOP 6 – Hudební legendy      | 22. listopadu 2015 | 886 000           | [ 32 ]            | 551 000               | 351 000               | [ 20 ]                |
| 17 | TOP 6 – rozhodnutí           | 22. listopadu 2015 | 640 000           | [ 32 ]            | 408 000               | 256 000               | [ 20 ]                |
| 18 | TOP 4 – Hity dekád           | 29. listopadu 2015 | 832 000           | [ 33 ]            | 503 000               | 307 000               | [ 20 ]                |
| 19 | TOP 4 – rozhodnutí           | 29. listopadu 2015 | 832 000           | [ 33 ]            | 386 000               | 233 000               | [ 20 ]                |
| 20 | SuperFinále                  | 6. prosince 2015   | 884 000           | [ 34 ]            | 507 000               | 339 000               | [ 20 ]                |

## Soutěžící účinkující v jiných talentových show
- Veronika Vrublová byla soutěžící v první řadě Hlasu Česko Slovenska. Během výběru naslepo zazpívala píseň „Poison“ od Nicole Scherzingerové a probojovala se tak do týmu Pepy Vojtka. V souboji zvítězila proti Michaele Husárové, kdy zpívaly píseň „Valerie“ od Amy Winehouse.[35] Vrublová se probojovala do prvního finálového kola, kde s písní „It's My Life“ od skupiny Bon Jovi vypadla.[36]
- Nikol Kassell byla soutěžící v mezinárodním X Factoru jako součást dívčí skupinou The Moment. Její skupina postoupila do části domu porotců, kde však vypadla.
- Réka Ballová se před 8 lety zúčastnila Slovensko hľadá SuperStar, do semifinále však nepostoupila.